# Bâlca, Bacău
Bâlca este un sat în comuna Coțofănești din județul Bacău, Moldova, România.